# ФК Лудогорец (Доброплодно)
Вижте пояснителната страница за други значения на ФК Лудогорец.
Футболен Клуб „Лудогорец Доброплодно“ е български футболен отбор от село Доброплодно. Подвизава се в аматьорската „А“ ОФГ. През 1952 благодарение на местната младеж се създава първия спортен клуб в селото с името „Лудогорец“. Според статиската, домакинските срещи на Лудогорец са сред най-посещаваните в групата.

## Сезон 2007 – 08
През сезон 2007 – 08 отборът се състезава с:
ФК Феникси (Варна), ФК Тополите (с. Тополи), ФК Устрем (с. Караманите), ФК Агромел (с. Мочилово), ФК Аврен – Аспарухово (с. Аврен), ФК Камчийски сокол (с. Дъбравино), ФК Атлетик (с. Езерово), ФК Спринт (с. Белоградец), ФК Черноморец (с. Чернево), ФК Дебелец – Сини вир (с. Цонево), ФК Ботев (с. Брестак), ФК Игнатиево (с. Игнатиево), ФК Вихър (гр. Вълчи дол), ФК Тръстиково (с. Трсътиково).
== Състав == 2010 – 2011
| №   | Пост       | Играч               |
| --- | ---------- | ------------------- |
| 1.  | {{{пост}}} | Петър Пенчев        |
| 2.  | {{{пост}}} | Хиджиран Камбер     |
| 3.  | {{{пост}}} | Христо Атанасов     |
| 4.  | {{{пост}}} | Николай Станоев     |
| 5.  | {{{пост}}} | Тодор Атанасов      |
| 6.  | {{{пост}}} | Александър Димитров |
| 7.  | {{{пост}}} | Николай Димитров    |
| 8.  | {{{пост}}} | Емрах Зютю          |
| 9.  | {{{пост}}} | Георги Панайотов    |
| 10. | {{{пост}}} | Боян Кичев          |
| 11. | {{{пост}}} | Христо Атанасов     |
| 12. | {{{пост}}} | Михаил Донев        |
| 13. | {{{пост}}} | Мартин Леков        |
| 14. | {{{пост}}} | Влади Димитров      |
| 15. | {{{пост}}} | Данаил Христов      |
| 16. | {{{пост}}} | Георги Костадинов   |